# Тувалу на Светском првенству у атлетици на отвореном 2009.
Тувалу је дебитово на светским првенствима у атлетици на  12. Светском првенству на отвореном 2009. одржаном у Берлину од 15. до 23. августа. Репрезентацију Тувалуа  представљао је двоје атлетичара који су се такмичили у трчању на 100 метара.
На овом првенству Тувалу није освојио ниједну медаљу, али је  Асенате Маноа оборила национални рекорд на 100 метара за жене резултатом 17,75 сек, а Окилани Тинилау поставио свој најбољи резултат  сезоне у истој дисциплини.

## Учесници
| Мушкарци: - Окилани Тинилау — 100 м | Жене: - Асенате Маноа — 100 м |  |

## Резултати

### Мушкарци
| Атлетичар       | Дисциплина | Лични рекорд | Предтакмичење | Предтакмичење | Квалификације        | Квалификације        | Полуфинале           | Полуфинале           | Финале               | Финале        | Детаљи |
| Атлетичар       | Дисциплина | Лични рекорд | Резултат      | Место         | Резултат             | Место                | Резултат             | Место                | Резултат             | Место         | Детаљи |
| --------------- | ---------- | ------------ | ------------- | ------------- | -------------------- | -------------------- | -------------------- | -------------------- | -------------------- | ------------- | ------ |
| Окилани Тинилау | 100 м      | 11,48 НР     | 11,57 ЛРС     | 7. у гр. 9    | Није се квалификовао | Није се квалификовао | Није се квалификовао | Није се квалификовао | Није се квалификовао | 82. / 90 (92) |        |

### Жене
| Атлетичарка   | Дисциплина | Лични рекорд | Предтакмичење | Предтакмичење | Квалификације          | Квалификације          | Полуфинале             | Полуфинале             | Финале                 | Финале        | Детаљи |
| Атлетичарка   | Дисциплина | Лични рекорд | Резултат      | Место         | Резултат               | Место                  | Резултат               | Место                  | Резултат               | Место         | Детаљи |
| ------------- | ---------- | ------------ | ------------- | ------------- | ---------------------- | ---------------------- | ---------------------- | ---------------------- | ---------------------- | ------------- | ------ |
| Асенате Маноа | 100 м      | 14,05 НР     | 13,75 НР      | 5. у гр. 4    | Није се квалификовалао | Није се квалификовалао | Није се квалификовалао | Није се квалификовалао | Није се квалификовалао | 56. / 61 (63) |        |